# Bucle (programación)
Un bucle o ciclo, en programación, es una secuencia de instrucciones de código que se ejecuta repetidas veces, hasta que la condición asignada a dicho bucle deja de cumplirse. Los 3 bucles más utilizados en programación son el bucle while, el bucle for y el bucle do-while.

Código sin utilizar bucles:
```
int
 
var
=
0
;

//código que puede ser sustituido por 1 bucle

var
 
=
 
var
 
+
 
2
;
 
//var igual a 2 (puede ser sustituido por var+=2)

var
 
=
 
var
 
+
 
2
;
 
//var igual a 4

var
 
=
 
var
 
+
 
2
;
 
//var igual a 6

var
 
=
 
var
 
+
 
2
;
 
//var igual a 8

var
 
=
 
var
 
+
 
2
;
 
//var igual a 10

// fin de código  que puede ser sustituido por 1 bucle

printf
(
"el resultado es %i"
,
 
var
 
);

```

Ejemplo con 1 bucle for
```
int
 
var
=
0
;

//Código para el bucle

int
 
i
;

// este es el Bucle for

for
(
i
=
0
;
i
<
10
;
i
+=
2
)
 
{
 

	
var
 
+=
 
2
;
          

}

printf
(
"el resultado es %i"
,
 
var
);

```

Algunos lenguajes de programación tienen sentencias que permiten "escapar" de los bucles sin llegar a la condición de fin, como el romper o el devolver.
Ejemplos saliendo de 1 bucle en Visual Basic
```
Dim
 
h&
,
 
var&

var
 
=
 
0

'Codigo del Bucle

do

	
var
 
=
 
var
 
+
 
2

	
if
 
var
 
=
 
10
 
then
    
'Codigo para salir del bucle

		
goto
 
escape

	
end
 
if

loop

 

escape:

	
print
 
"El resultado es "
 
&
 
var

```

```
Dim
 
h&
,
 
var&

var
 
=
 
0

'Codigo del Bucle

do

	
var
 
=
 
var
 
+
 
2

	
if
 
var
 
=
 
10
 
then
    
'Codigo para salir del bucle

		
exit
 
do

	
end
 
if

loop

print
 
"El resultado es "
 
&
 
var

```

Ejemplo saliendo de 1 bucle en Delphi:
```
var

  
iConta
:
 
Byte
;

for
 
iConta
 
:=
 
1
 
to
 
15
 
do
 

  
if
 
iConta
 
=
 
10
 
then
   
//Se sale al llegar el contador a 10

    
break
;

```

Ejemplo de Bucle en Pseudocódigo:
Pide que el usuario introduzca 10 valores y luego imprime la suma de todos ellos.
```
Para x=1 Hasta 10 Con Paso 1
     Escribir "Escriba el valor de la posición ",x
     Leer n
     sum=sum+n
FinPara

Imprimir "La suma de la serie es: ",sum

```